# Taghazout
Taghazout (pronúncia: tagazute; em árabe: العربية; em tifinague: ⵜⴰⵖⴰⵣⵓⵜ) é uma localidade do sul de Marrocos, situada na costa atlântica perto da cordilheira do Atlas, a pouco mais de 20 km a norte de Agadir, a meio caminho entre essa cidade e o Cabo de Gué (Ghir). Faz parte da região de Suz-Massa, província de Agadir Ida-Outanane e circulo de Agadir Atlantique. Em 2024 tinha 4.861 habitantes, distribuídos pelos seus 113 km². É um local com alguma fama no meio surfista internacional.
No passado, Taghazout foi palco de lutas entre as tribos amazigues (berberes) e as potências estrangeiras. No século XVI, Mhend n’ Idir reuniu as tribos sob a sua liderança e tomou o controlo de toda a costa a norte de Taghazout, expulsando os portugueses. Os mortos em combate foram enterrados no cabo da Rocha do Diabo, também chamado Imorant (dos mortos). No início do século XIX tomaram o controlo do lugar de Timzguida Allal, onde montaram uma almadrava (armação para pesca de atum) e construíram oficinas, alojamentos e um porto de pesca e de trocas comerciais. Atualmente mais não restam que ruínas da almadrava
Nos anos 1960 e 1970 Taghazout foi muito frequentado e habitado por hippies, que depois deram lugar aos surfistas. As principais atividades económicas de Taghazout são a pesca, pecuária, agricultura, produção de óleo de argão e comércio de artesanato.

## Demografia
Em 2024 a população da comuna era de 4.861 habitantes.

### Crescimento demográfico
O crescimento demográfico da comuna ao longo dos anos é a seguinte:
| 2024  | 2014  | 2004  | 1994  |
| ----- | ----- | ----- | ----- |
| 4.861 | 5.260 | 5.343 | 5.257 |